# Gottlob König

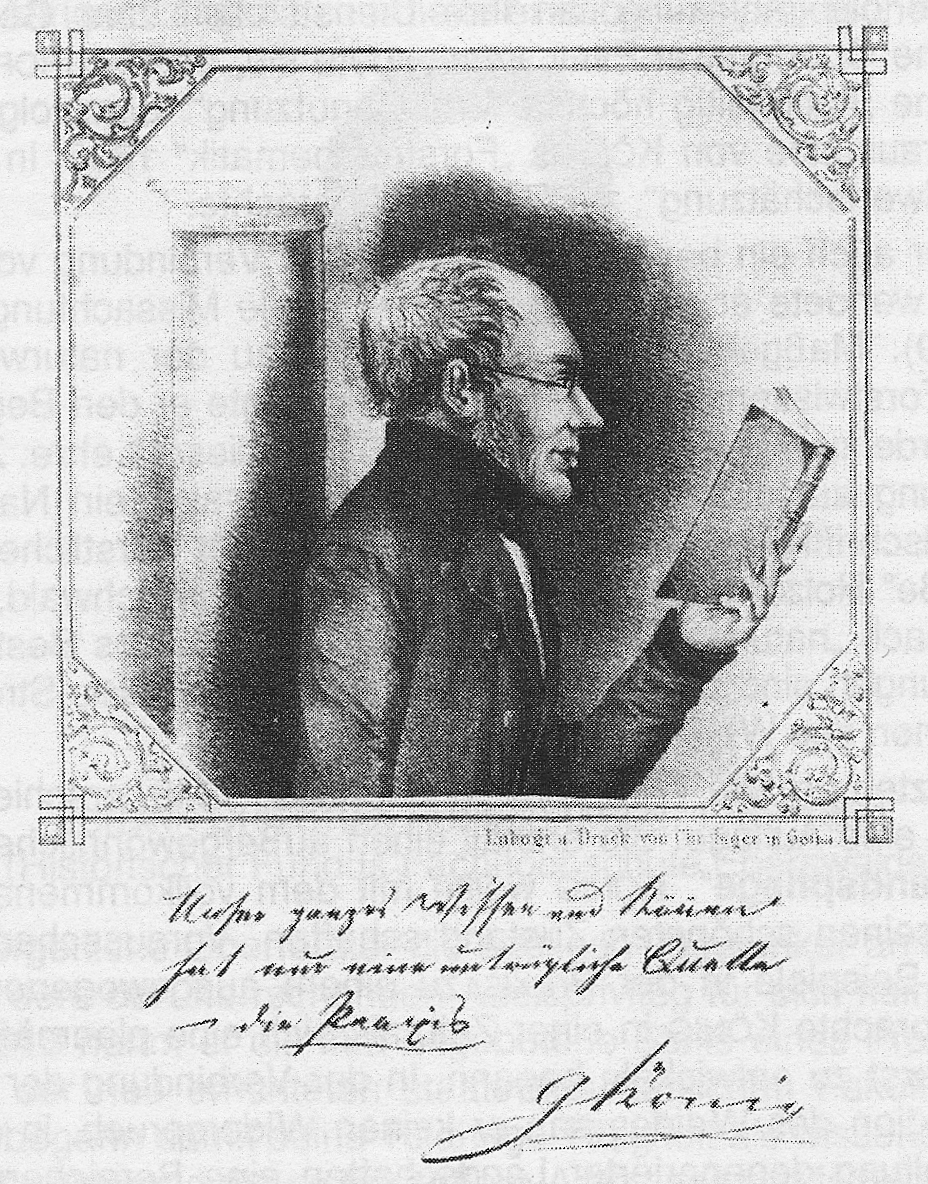
Gottlob König, Lithographie von Christian Inger

Gottlob König (* 18. Juli 1779 in Hardisleben; † 22. Oktober 1849 in Eisenach) war ein deutscher Forstwissenschaftler. Wegen seiner wesentlichen Beiträge zur Entwicklung der Forstwissenschaft wird er zu den „Forstlichen Klassikern“ (Enzyklopädisten) gezählt.

## Leben
Gottlob Königs Eltern waren Johann Christoph König (1743–1789), Amtsschreiber in Hardisleben, und dessen Ehefrau Johanna Juliane Wilhelmine geb. Kirsten (* 1752; † nach 1794), eine Schwester des Weimarer Bergrats Friedrich Kirsten. König besuchte das Wilhelm-Ernst-Gymnasium in Weimar und ging dann 1794 in die Forstlehre zu Heinrich Cotta nach Zillbach. Dort erhielt er 1796 als erster Schüler Cottas den Lehrbrief. Er war auch ein Schüler des Forstmathematikers Johann Wilhelm Hoßfeld. Nach einer mehrjährigen Dienstzeit im Herzoglich-Sächsischen-Weimarischen Jägercorps kam er zur Weiterbildung nach Ilmenau. Von 1800 bis 1802 beteiligte sich Gottlob König an den preußischen Forsteinrichtungsarbeiten in Westfalen. 1802 wurde er zum Oberjäger ernannt und hatte von 1803 bis 1805 eine Lehrstelle für Geometrie an der Lehranstalt Cottas, dessen Schwager er wurde, als er eine Schwester Christel Cottas, geborene Ortmann, heiratete.
Nach der Entlassung aus dem Jägercorps wurde er 1805 als Revierförster nach Ruhla bei Eisenach versetzt. Im Ruhlaer Forst begann er mit der Ausbildung junger Forstleute. 1813 erwirkte König beim Herzog die Anerkennung seines Privatforstinstituts und wurde zum Oberförster ernannt, 1819 dann zum Forstrat.
1821 wurde er zum Vorstand der neu errichteten Forsttaxations-Kommission und 1829 zum Mitglied des Oberforstamtes Eisenach ernannt. Ein Jahr später zog er mitsamt seiner Forstschule dorthin um. Seine Lehranstalt wurde schließlich auch staatlich anerkannt und erhielt als Großherzoglich-Sächsische Forstlehranstalt Eisenach den Rang einer Landesforstschule, deren Direktor König bis zu seinem Tode war. 1837 wurde König aufgrund seiner Leistungen zum Oberforstrat befördert und erhielt 1840 den Ehrendoktor der Universität Jena wegen seiner Verdienste um die systematische Weiterentwicklung der Forstwissenschaft.

## Familie
Im Jahr 1805 heiratete er Wilhelmine Friederike Juliane Ortmann (1781–1864). Die Ehefrau des Forstwissenschaftlers Heinrich Cotta,  Christiane Cotta geb. Ortmann (1764‒1819), war ihre ältere Schwester. König hatte vier Kinder, von denen drei früh starben. Der überlebende Sohn Edwin König (* 28. September 1815; † 1846/47) wurde anhaltinischer Forstrat.

## Leistungen

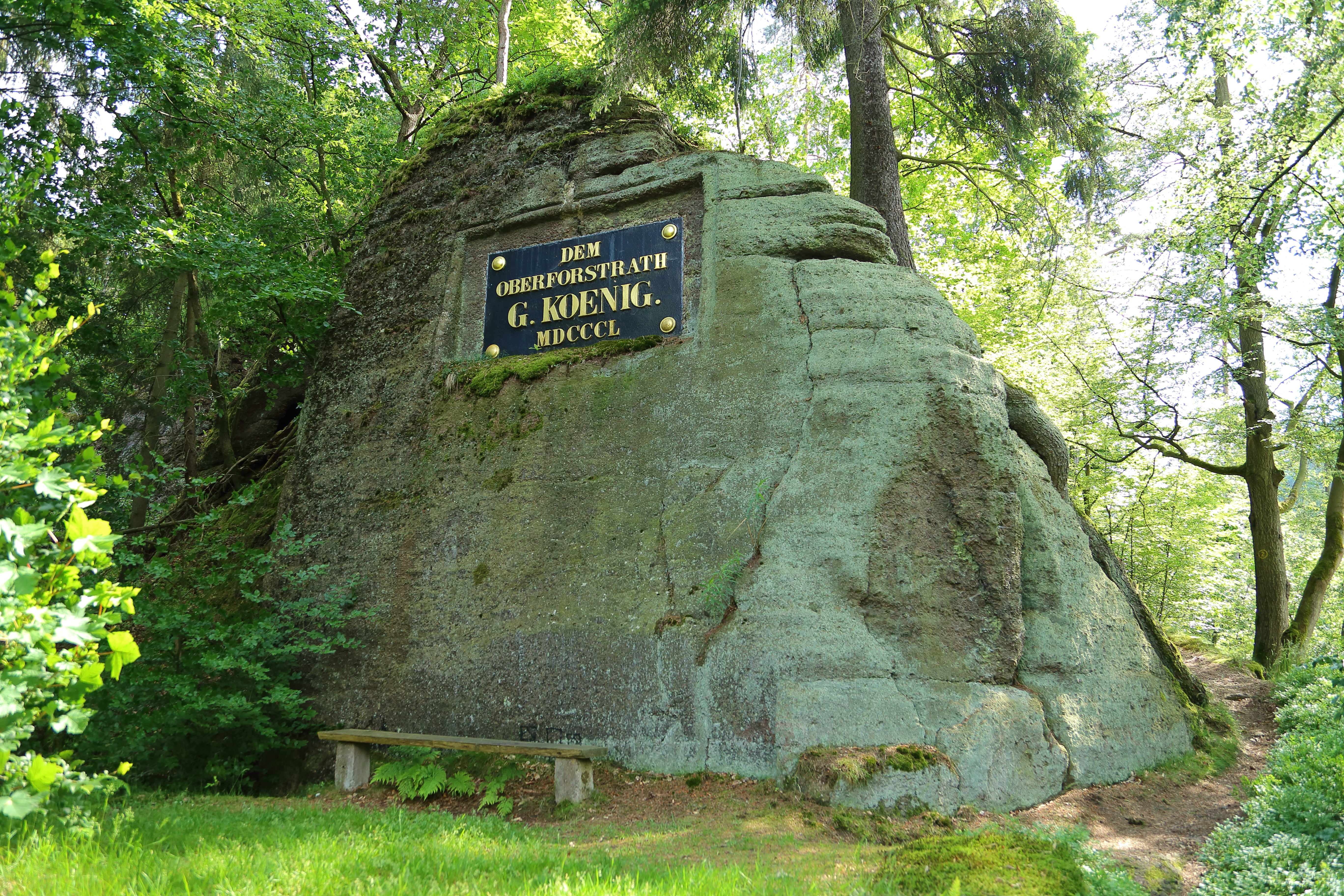
Der zu Ehren des Forstwissenschaftlers benannte Königstein im Mariental bei Eisenach, wo König umfangreich wirkte.

Königs Bedeutung liegt vor allem in der Erweiterung der forstlichen Mathematik – er war einer der Begründer der Dendrometrie (Waldmesslehre) – und der Berücksichtigung landespflegerischer Gesichtspunkte in der Forstwirtschaft. Bedeutend ist sein 1835 veröffentlichtes Buch Die Forst-Mathematik mit Anweisung zur Forstvermessung, Holzschätzung und Waldwerthberechnung, nebst Hülfstafeln für Forstschätzer. Darin prägte er den Begriff „Formzahlrechnung“, führte Ertragstafeln an und erläuterte sein kombiniertes Fachwerk, eine Verfeinerung des von Cotta entwickelten Flächenfachwerks. Seine Waldwertschätzungsverfahren wurden später die Grundlagen der Bodenreinertragslehre. Seine Wirtschaftsbemerkungen in den Forsteinrichtungswerken zu einzelnen Revieren gehören immer noch zu den besten, die jemals geschrieben wurden. Nicht zuletzt dank seiner Lehrtätigkeit wurde König zum Reformator des thüringischen Forstwesens.
Mit seinem Hauptwerk, der 1849 kurz nach seinem Tode erschienenen Waldpflege brachte er diesen Begriff in die Forstwissenschaft ein und trat darin für die Erhaltung der Bodenkraft, Bestandespflege und Mischwaldbegründung ein. König war ein Gegner der Kahlschlagswirtschaft. Er befürwortete die Naturverjüngung und die Erhaltung der Rotbuche.
König machte sich auch Gedanken zur Forstästhetik und unterrichtete über die „Verschönerung der Wälder“. Seine Ansichten dazu veröffentlichte er 1844 unter dem Titel Poesie des Waldbaus im Forstlichen Cotta-Album. Praktische Beispiele entstanden rund um die Wartburg, wo König Waldwege mit Ausblicken anlegen ließ. Mit seinen Ideen wirkte er stark auf Heinrich von Salisch und Arnold Freiherr von Vietinghoff-Riesch. Von Herzen um forstliche Öffentlichkeitsarbeit bemüht, versuchte König stets, den Waldbesuch zu fördern. Dies gelang durch Wegebau, Sicherung von Wegen und Brücken und auch durch Reitverbote. Daneben beschäftigte sich König auch mit Fragen des Forstschutzes, der Landespflege, der Anlage von Windschutzstreifen und der Aufforstung von Halden.

## Ehrungen
Zu Ehren von Gottlob König verleiht der Thüringer Forstverein die Gottlob-König-Medaille für Verdienste um den Wald und das Forstwesen in Thüringen.

## Schriften (Auswahl)
- Anleitung zur Holztaxazion. Ein Handbuch für jeden Forstmann und Holzhändler. (Die Forstorganisazion-Lehre. Zweiter Theil: Holztaxazion), Gotha 1813 (Digitalisat)
- Die Forst-Mathematik mit Anweisung zur Forstvermessung, Holzschätzung und Waldwerthberechnung, nebst Hülfstafeln für Forstschätzer, (Die Forstwissenschaft, 1. Hauptabtheilung), Gotha 1835
  - 3. Auflage: Die Forst-Mathematik in den Grenzen wirtschaftlicher Anwendung nebst Hülfstafeln für die Forstschätzung und den täglichen Forstdienst (Der Forstwissenschaft erste Hauptabtheilung), Gotha 1846 (Digitalisat)
- Forsttafeln zur Ausmessung, Gehalt- und Werthschätzung aufbereiteter Hölzer, stehender Bäume und ganzer Waldstände, Gotha 1842
- Grundzüge der Buchenerziehung, 1846
- Die Waldpflege aus der Natur und Erfahrung neu aufgefasst, (Forstbehandlung, Theil 2; Der Forstwissenschaft dritte Hauptabtheilung), Gotha 1849

## Nachweise
1. ↑  Weimarisches Wochenblatt vom 2. Februar 1813, S. 37.
2. ↑  Großherzogl. S. Weimar-Eisenachisches Regierungs-Blatt vom 21. Mai 1819, S. 33.

| Personendaten    | Personendaten                  |
| ---------------- | ------------------------------ |
| NAME             | König, Gottlob                 |
| KURZBESCHREIBUNG | deutscher Forstwissenschaftler |
| GEBURTSDATUM     | 18. Juli 1779                  |
| GEBURTSORT       | Hardisleben                    |
| STERBEDATUM      | 22. Oktober 1849               |
| STERBEORT        | Eisenach                       |